# کریستینا سیولا
کریستینا سیولا (ایتالیایی: Cristina Sciolla؛ زادهٔ ۲۹ ژوئن ۱۹۶۵) اسکیت‌باز سرعت اهل ایتالیا است.